# Good Girl (Alexis Jordan)
Good Girl è un singolo della cantante, attrice e scrittrice di testi musicali, Alexis Jordan. Esso è il secondo singolo di provenienza dell'album Alexis Jordan. Nel Regno Unito è stato pubblicato il 18 febbraio.
Già nell'ottobre 2010, Alexis Jordan comincia a far le registrazioni di questo nuovo singolo scritto e prodotto dagli Stargate. Il video viene pubblicato a marzo 2011. Nel video è presente solo la cantante, che viene mostrata ballare.

## Classifiche
| Classifica (2011) | Posizione massima |
| ----------------- | ----------------- |
| Australia         | 40                |
| Belgio (Friande)  | 59                |
| Belgio (Vallonia) | 96                |
| Irlanda           | 15                |
| Paesi Bassi       | 53                |
| Regno Unito       | 6                 |